# Vondelmeersen
De Vondelmeersen vormen een natuurgebied tussen de Oost-Vlaamse dorpen Wontergem en Grammene.
Het moerassige gebied wordt doorstroomd door de Vondelbeek of Zeverenbeek, een vroegere meander van de Leie. Het is een kleinschalig cultuurlandschap met moerasbosjes, poelen en knotwilgen. De flora omvat onder meer: dotterbloem, gele lis, slanke sleutelbloem en poelruit.
Vanuit Wontergem is een wandelroute van 4 km uitgezet.